# Paula Ingabire
Paula Ingabire (Kenya, 23 de gener de 1983) és una entusiasta de la tecnologia i política de Ruanda, que ha exercit el càrrec de Ministra de Tecnologia de la Informació i les Comunicacions i la Innovació, al govern de Ruanda, a partir del 18 d'octubre de 2018.
Abans del seu càrrec actual, va ser el cap de la iniciativa Kigali Innovation City. Abans d'això, va ocupar el càrrec de cap de la Rwanda Development Board.
Es va unir al gabinet renovat del president Paul Kagame, que va reduir els membres del gabinet de 31 a 26. El gabinet és format per un 50% de dones, el que fa que Ruanda, juntament amb Etiòpia, siguin els dos únics països africans amb igualtat de gènere en els seus governs.